# Sudamericano de Rugby B 2014
El Sudamericano de Rugby B del 2014 se celebró en la ciudad de Apartadó, Colombia y estuvo organizado por la Confederación Sudamericana de Rugby (CONSUR) y la unión de ese país (FCR). Los 6 partidos se llevaron a cabo en el Estadio Santiago Rambay comúnmente conocido como Estadio de Apartadó al que se le inauguró su cancha sintética 3 meses antes del torneo.

## Equipos participantes
- Selección de rugby de Colombia (Los Tucanes)
- Selección de rugby de Ecuador (Los Piqueros)
- Selección de rugby de Perú (Los Tumis)
- Selección de rugby de Venezuela (Las Orquídeas)

## Posiciones
| Pos. | Equipo    | Encuentros | Encuentros | Encuentros | Encuentros | Tantos  | Tantos    | Tantos     | Puntos |
| Pos. | Equipo    | jugados    | ganados    | empatados  | perdidos   | a favor | en contra | diferencia | Puntos |
| ---- | --------- | ---------- | ---------- | ---------- | ---------- | ------- | --------- | ---------- | ------ |
| 1    | Colombia  | 3          | 3          | 0          | 0          | 195     | 16        | + 179      | 9      |
| 2    | Venezuela | 3          | 2          | 0          | 1          | 111     | 58        | + 53       | 6      |
| 3    | Perú      | 3          | 1          | 0          | 2          | 58      | 106       | - 48       | 3      |
| 4    | Ecuador   | 3          | 0          | 0          | 3          | 20      | 204       | - 184      | 0      |

Nota: Se otorgan 3 puntos al equipo que gane un partido, 1 al que empate y 0 al que pierda

## Resultados[10]

### Primera fecha
| 31 de agosto 8:30 | Perú | 28 - 33 | Venezuela | Estadio de Apartadó, Apartadó, Colombia |                            |
|                   |      | Reporte |           | Árbitro(s): Víctor Silvero              | Árbitro(s): Víctor Silvero |

| 31 de agosto 16:00 | Colombia | 112 - 0 | Ecuador | Estadio de Apartadó, Apartadó, Colombia |                                |
|                    |          | Reporte |         | Árbitro(s): Jean Paul Casanova          | Árbitro(s): Jean Paul Casanova |

### Segunda fecha
| 3 de septiembre 8:30 | Venezuela | 68 - 3  | Ecuador | Estadio de Apartadó, Apartadó, Colombia |                            |
|                      |           | Reporte |         | Árbitro(s): Gustavo Patiño              | Árbitro(s): Gustavo Patiño |

| 3 de septiembre 15:00 | Colombia | 56 - 6  | Perú | Estadio de Apartadó, Apartadó, Colombia |                                 |
|                       |          | Reporte |      | Árbitro(s): Federico Fioravanti         | Árbitro(s): Federico Fioravanti |

### Tercera fecha
| 6 de septiembre 9:00 | Perú | 24 - 17 | Ecuador | Estadio de Apartadó, Apartadó, Colombia |                          |
|                      |      | Reporte |         | Árbitro(s): Héctor Serna                | Árbitro(s): Héctor Serna |

| 6 de septiembre 15:30 | Colombia | 27 - 10 | Venezuela | Estadio de Apartadó, Apartadó, Colombia |                                 |
|                       |          | Reporte |           | Árbitro(s): Federico Fioravanti         | Árbitro(s): Federico Fioravanti |

| Bandera de Colombia |
| Campeón Colombia    |
| Segundo título      |